# Moïse ibn Ezra
Pour les articles homonymes, voir Ibn Ezra et Ezra.

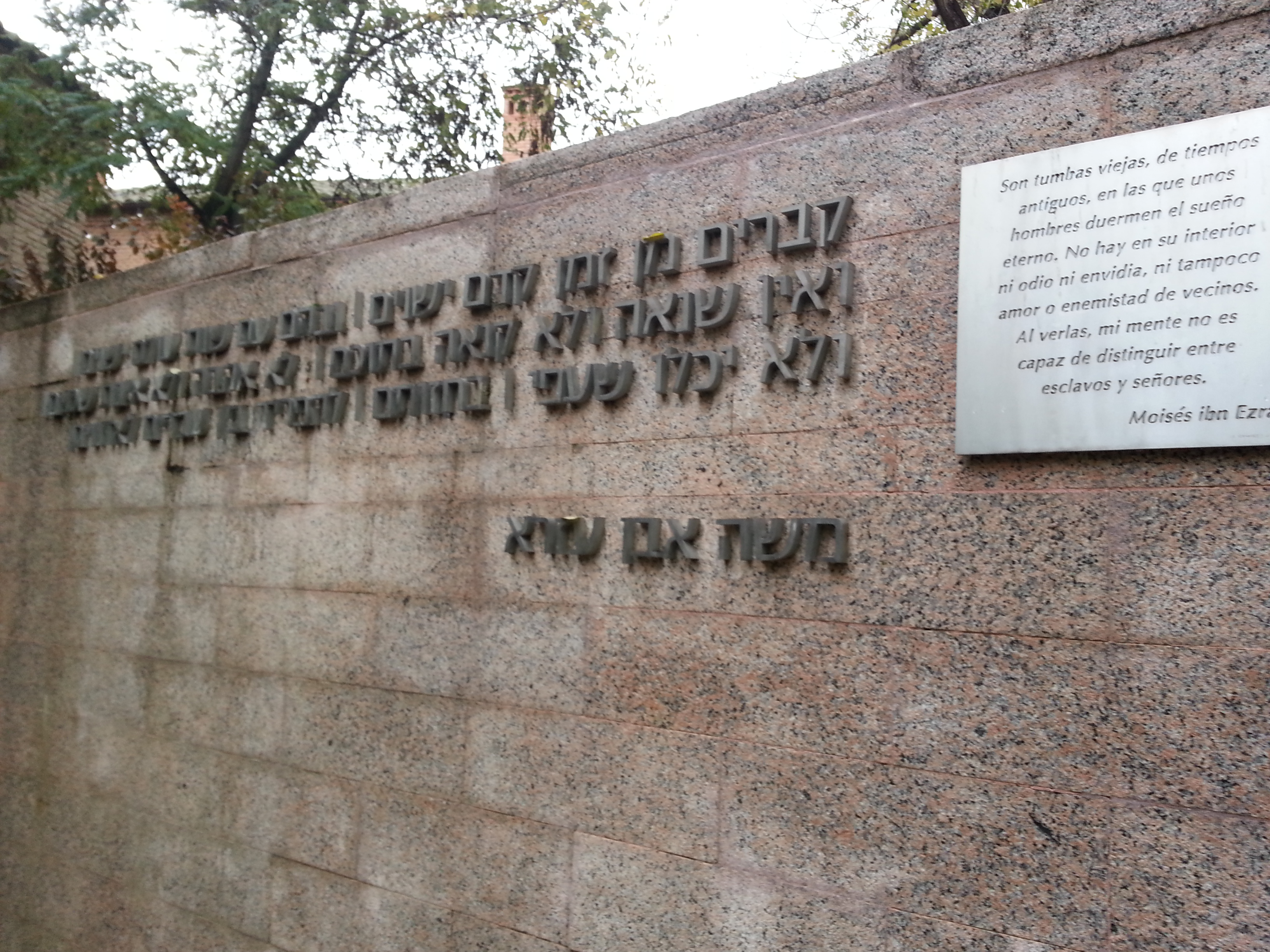

Moïse ibn Ezra (hébreu משה בן יעקב אבן עזרא Moshe ben Yaakov ibn Ezra ; arabe أبو هارون موسى بن يعقوب ابن عزرا Abu Harun Moussa) est un rabbin, poète, philosophe et linguiste andalou des XIe et XIIe siècles (Grenade, circa 1058 - circa 1138).
Auteur d'une œuvre poétique en langue hébraïque, profane et religieuse, il a également composé une œuvre philosophique en arabe, Le Jardin de la métaphore (Ḥadiqa fi Ma'ani al-Mujaz wal-Ḥaḳiḳah), un classique de philosophie juive médiévale, ainsi qu'un traité de rhétorique et d'histoire littéraire en arabe, Le Livre de la conversation et des évocations (Kitāb al-Muḥāḍarawa al-Mudhākara), premier système de poésie hébraïque, basé sur les acquis de la grammaire.

## Éléments biographiques
Né dans la famille Ibn Ezra, l'une des familles juives les plus éminentes d'al-Andalus, il aurait eu, selon Isaac Israeli, trois frères, Isaac, Joseph et Zerahia, tous érudits distingués. Son jeune parent éloigné, Abraham ibn Ezra, contribuera lui aussi à la célébrité du nom.
Élève d'Isaac ibn Ghiyyat, il devient le patron d'une cour de poètes, parmi lesquels Juda Halevi, qui lui dédiera de nombreux poèmes. Dans sa correspondance avec ce dernier, Ibn Ezra exprime sa tristesse d'avoir vu sa demande de mariage avec l'une de ses nièces rejetée par le père de celle-ci, bien qu'elle-même y ait été favorable ; elle meurt peu après son mariage avec l'un des frères de Moïse. Cette affaire de cœur l'éloigne de sa famille et influence ses poèmes, qui comportent souvent une note de résignation et de mélancolie. Il quitte sa ville natale à la suite des conditions défavorables pour les Juifs en Espagne musulmane lors de la conquête almoravide). En Espagne chrétienne, Moïse ibn Ezra mène une vie d'errance, emplie d'infortunes.

## Œuvres
Moïse ibn Ezra est un auteur complet et polyvalent, philosophe distingué, bon linguiste et, surtout, excellent poète, dont Juda al-Ḥarizi a dit : « Moïse ibn Ezra tire des perles du puits de la pensée. »
Dans le domaine de la pensée, "la formation intellectuelle de Moïse ibn Ezra bénéficia d'un triple apport : philosophie hellénistique d'expression arabe, théologique kalamique d'origine islamique et littérature biblique et rabbinique".

### Le Jardin de la métaphore (Hadîqa)
Le grand-œuvre philosophique est la Maqâlat Al-Ḥadiqa fi Ma'ani al-Mujaz wal-Ḥaḳiḳah (Traité du Jardin du sens de la métaphore et du sens propre), traduit en hébreu sous le titre d’Arougat HaBossem (littéralement, Parterre du Parfum). Selon P. Fenton, le traducteur est Juda al-Ḥarizi. On a cru jusqu'à la fin du 19e siècle que l'ouvrage était en langue hébraïque, jusqu'à la découverte de l'original arabe.
Le livre est divisé en sept chapitres : 
1. Remarques générales sur Dieu, l'homme et la philosophie
2. Le caractère Un de Dieu
3. De l'inadmissibilité d'appliquer des attributs à Dieu
4. Du caractère impropre de donner noms à Dieu
5. Le mouvement
6. La nature
7. L'intellect.

Ses thèses sont empreintes de néoplatonisme : l'homme est un microcosme, reflet du macrocosme, Dieu est Un au-delà de toutes les unités et Inconnaissable en lui-même, mais la connaissance de soi conduit à la connaissance du Créateur.

Il cite de nombreux auteurs, dont Hermès (qu'il identifie à Hénoch), Pythagore, Socrate, Platon, Aristote, le pseudo-Empédocle, al-Farabi, Saadia Gaon et Salomon ibn Gabirol.
Bien que le livre démontre une profonde connaissance de la philosophie gréco-musulmane, il semble avoir été négligé au profit des autres œuvres d'Ibn Ezra, et n'est pratiquement cité par aucune autorité ultérieure, à l'exception de Yedaya Bedersi, dans une lettre à Salomon ben Adret.

### Kitab al-Muḥaḍarah wal-Mudhakarah
Moïse ibn Ezra est l'auteur du Kitab al-Muḥaḍarah wal-Mudhakarah (Le Livre de la conversation et des évocations), un traité de rhétorique et de poésie, rédigé dans le style des écrits d’Adab. Il s'agit du seul livre de ce genre dans la littérature juive.
Écrit à la demande d'un ami qui lui avait adressé huit questions sur la poésie hébraïque, il est divisé en un nombre correspondant de chapitres. Dans les quatre premiers, l'auteur traite de façon générale de la prose et des auteurs prosaïques, de la poésie et des poètes, du don poétique naturel des Arabes, qu'il attribue au climat d'Arabie. Il indique au poète les formes qu'il est conseillé d'utiliser ou d'éviter, concluant le quatrième chapitre en écrivant qu'à de très rares exceptions près, les parties poétiques de la Bible ne contiennent ni mètre, ni rime.
Le cinquième chapitre, qui est le plus important, tente d'établir une généalogie de la poésie, tant hébraïque qu'arabe. Il commence par l'histoire de l'établissement des Juifs en Espagne, qui commence selon l'auteur, pendant l'Exil de Babylone, la Sepharad mentionnée par le prophète Ovadia (Ovadia 1:20) étant l'Espagne (il s'agit en réalité d'un lieu en Asie Mineure). Il décrit ensuite de manière exhaustive l'activité littéraire des Juifs espagnols, les auteurs les plus importants et leurs travaux.
Dans le sixième chapitre, l'auteur cite diverses maximes et décrit la condition intellectuelle générale de son temps, qui semble n'avoir pas été fort brillante. Il déplore l'indifférence du public pour les savants, en précisant que cette indifférence ne l'a pas affecté, et qu'il a connu tant la bonne que la mauvaise fortune. De plus, il possède des vertus qui lui permettent de renoncer à toute prétention à la reconnaissance publique, ces vertus étant le contentement et la modération.
Dans le septième chapitre, il discute de la possibilité de composer des poèmes en rêves, ainsi que beaucoup d'auteurs dignes de foi l'ont déclaré. Le huitième chapitre est divisé en deux parties, la première traitant de poésie et de poèmes, la seconde (en 20 paragraphes) traitant de tropes, de figures, et d'autres formes poétiques.
Le Kitab al-Muḥaḍarah existe en manuscrit dans les bibliothèques de Berlin, d'Oxford, et de Saint-Pétersbourg. Pavel Kokowzow en a publié les quatre premiers chapitres à Saint-Pétersbourg en 1895 ; Hartwig Hirschfeld en a publié le second chapitre dans sa chrestomathie judéo-arabe. Un fragment d'une traduction hébraïque (intitulée Eshkol ha-Kofer, à ne pas confondre avec l'œuvre homonyme de Juda Hadassi le Karaïte) est citée par Abraham Zacuto. Dans ce livre, Ibn Ezra mentionne un autre travail de même nature, Fi Faḍa'il Ahl al-Adab, dont rien d'autre n'est connu. Une nouvelle traduction a été réalisée en 1924 par Ben-Tzion Halper, sous le titre de Shirat Israël et révisée en 1978 par Abraham Shlomo Halkin, sous le titre plus correct de Sefer Ha'iyounim vèhadiounim.

### Poésie
Moïse ibn Ezra « ressuscita dans la poésie hébraïque l'imitation de l'ode arabe néo-classique - la qasida ». On relève également chez lui la pratique de genres proprement andalous comme les mouachahat, notamment dans ses poèmes à thème érotique. « Un autre genre qu'il contribua à introduire dans la littérature hébraïque fut le tagnis, genre fort apprécié des maîtres de la langue arabe, ou poème en rimes homonymes, dont les vers comportent des finales d'une prononciation similaire, mais d'une signification différente. »
Moshe ibn Ezra est considéré comme un maître sans rival dans la maîtrise de l'hébreu. Ses œuvres poétiques et liturgiques profanes se distinguent par la beauté de leur forme et de leur style, et étaient, aux dires d'Al-Ḥarizi, préférées par les poètes à celles d'Abraham ibn Ezra et Juda Halevi.

#### Poèmes profanes
Les poèmes profanes d'Ibn Ezra sont rassemblés dans le Tarshish (ainsi appelé parce qu'il contient 220 lignes), l’Anaq (ou Zahr al-Riyaḍ en arabe) et la première partie de son Diwan. Ces poèmes traitant de l'amour et de la nature, du destin, de la vie "furent relégués par la censure orthodoxe au fond des bibliothèques où ils ont somnolé des siècles durant".
Le Tarshish se divise en dix chapitres, chacun contenant les vingt-deux lettres de l'alphabet hébraïque dans l'ordre. Il est écrit selon les règles du tajnis, un type de poésie jouant sur les homonymes, qui sont répétés dans chaque stance avec une signification différente à chaque répétition. 
Le premier chapitre est consacré à un certain Abraham (peut-être Abraham ibn Kamnial), dont il vante les mérites dans un style hyperbolique typiquement oriental. 
Dans les neuf chapitres suivants, il parle :
- du vin, de l'amour et du chant (chapitre ii.)
- de la beauté de la vie à la campagne (chapitre iii.)
- de la maladie d'amour et de la séparation des amoureux (chapitres iv. & v.)
- des amis infidèles (chapitre vi.)
- du vieil âge (chapitre vii.)
- des aléas du sort et de la mort (chapitre viii.)
- de la foi en Dieu (chapitre ix.)
- de la gloire de la poésie (chapitre x.)

Ibn Ezra est grave, lorsqu'il évoque la vieillesse (« Ô, si la nuit pouvait encore ceindre ma tête au lieu du jour, » la « nuit » signifiant une chevelure noire, le jour, des cheveux blancs), mais aussi lorsqu'il traite des sujets les plus frivoles.
Le Tarshish a été publié par David Günzburg (Berlin, 1886). Dans les exemplaires manuscrits répandus à travers diverses bibliothèques d'Europe (Munich, Oxford, Paris, etc.) le Tarshish est accompagné d'un commentaire expliquant la signification des homonymes utilisés. Ce commentaire pourrait provenir, en partie ou en totalité, de l'auteur lui-même.
Le Diwan existe encore à l'état manuscrit ; il contient 300 pièces profanes, consistant en partie d'éloges écrites à des amis et d'élégies composées pour la mort de savants.

#### Poèmes sacrés
Ses nombreuses poésies pénitentielles lui ont valu le surnom de  HaSalla'h. 
La majorité des 220 poèmes liturgiques d'Ibn Ezra qui sont retrouvés dans tous les Mahzorim (à l'exception du rite ashkénaze) et le Diwan sont des selihot (poèmes pénitentiels), récités lors des Jours Redoutables, entre le jour de l'an juif et le Jour du Grand Pardon. Leur but est d'inviter les orants à l'introspection, en décrivant la vacuité de la vie, la vanité de la gloire terrestre, la désillusion amère que le jouisseur finir par connaître, et le jugement divin inévitable. Il fait souvent appel à des scènes bibliques mais, contrairement à ses prédécesseurs, il commence ses passages en revue de l'histoire biblique à partir du don de la Loi, et non avec Adam.
En dehors des selihot, l'une des pièces les plus connues du répertoire de Moshe ibn Ezra est El nora alila, chanté dans les congrégations séfarades en introduction à la Neïla, qui clôture le Jour du Grand Pardon. Ibn Ezra a signé son piyyout comme nombre de ses collègues, avec son nom en acrostiche (MoSH"E HaZa"Q).